# 165
Évszázadok: 1. század – 2. század – 3. század
Évtizedek: 110-es évek – 120-as évek – 130-as évek – 140-es évek – 150-es évek – 160-as évek – 170-es évek – 180-as évek – 190-es évek – 200-as évek – 210-es évek
Évek: 160 – 161 – 162 – 163 –  164 – 165 – 166 – 167 – 168 – 169 – 170

## Események

### Római Birodalom
- Marcus Gavius Orfitust és Lucius Arrius Pudenst választják consulnak.
- A pártus háborúban a rómaiak offenzívába lendülnek. Egyik hadtestük - talán Publius Martius Verus vezetésével visszafoglalja Oszroéné fővárosát, Edesszát és visszaültetik korábbi Róma-barát királyát, VII. Mánut a trónra. A pártusok Niszibiszbe vonulnak vissza, amit a rómaiak megostromolnak és elfoglalnak.
- Egy másik római hadsereg Avidius Cassius vezetésével délnek indul az Eufrátesz mentén. Dura-Európosznál megfutamítják a pártusokat, majd elfoglalják és kifosztják Szeleukeiát és a folyó túlpartján fekvő pártus fővárost, Ktésziphónt. A királyi palotát felgyújtják.
- Szeleukeiában ismeretlen betegség kezdi tizedelni a római katonákat, amely a sereg visszavonulásával elterjed Szíriában, majd az egész birodalomban. Az antoninusi járvány 180-ig tart és becslések szerint a birodalom lakosságának mintegy 10%-át, 5-10 millió embert pusztít el.
- Marcus Aurelius felállít két légiót (Legio II Italica és III Italica), mert a védtelenül maradt dunai határszakaszon a markomannok háborúra készülnek.
- Rómában a hatóságok elfogják és kivégzik Iustinus keresztény filozófust és hat követőjét.

### Korea
- Kogurjo királyát, Cshadét féltestvére, Sinde meggyilkolja és elbitorolja a trónt.

## Születések
- Macrinus, római császár

## Halálozások
- Appianosz, görög történetíró
- Szt. Iustinus, keresztény filozófus
- Peregrinosz, görög filozófus
- Thedzso kogurjói király
- Cshade kogurjói király

## Fordítás
- Ez a szócikk részben vagy egészben  a(z)   165 című francia Wikipédia-szócikk ezen változatának fordításán alapul.  Az eredeti cikk szerkesztőit annak laptörténete sorolja fel. Ez a jelzés csupán a megfogalmazás eredetét és a szerzői jogokat jelzi, nem szolgál a cikkben szereplő információk forrásmegjelöléseként.